# Godine nestvarne
Godine nestvarne prvijenac je hrvatske pop pjevačice Nine Badrić, kojeg 1995. godine objavljuje diskografska kuća Croatia Records.
Materijal se sastoji od trinaest skladbi, a projekciju na albumu radili su Tihomir Borošak i Dejan Parmak, dok je izvršni producent bio je Denis Curman. Materijal se miksao i snimao u studiju Nostradamus, Zagreb. Istodobno s albumom snimila je i skladbu "Ja sam vlak", koju je u duetu izvela s Emilijom Kokić na 'Zadar festu '95' i osvojile nagradu Na albumu se izdvaja nekoliko uspješnica, a to su "Da li ikad", "Istina" i duet s Emilijom "Ja sam vlak".

## Popis pjesama
1. "Godine nestvarne" (Produženi miks) (6:13)
2. "Još Uvijek sam tu" (Produženi miks) (5:41)
3. "Meni bi htio" (NRG miks) (5:25)
4. "Jumpin' Down" (NRG miks) (5:35)
5. "Take Me Higher" (Euro NRG miks) (5:13)
6. "Istina" (NRG miks) (5:49)
7. "I ponekad kada" (Produženi miks) (6:13)
8. "Hear That Sound" (Euro NRG miks) (5:24)
9. "Samo tvoja sam bila" (NRG miks) (5:34)
10. "Da li ikada" (NRG miks) (5:50)
11. "Odlaziš zauvijek" (Produženi miks) (4:48)
12. "Istina" (Night miks) (3:11)
13. "Godine nestvarne" (Club miks) (6:37)

## Produkcija
- Producent: Denis Curman
- Autori: Denis Curman, R. Šimić (skladbe: 1, 3, 4, 6, 7, 9-13)
 Tihomir Borošak, Denis Curman, Dejan Parmak (skladba: 2); Denis Curman (skladba 5)
Ddenis Curman, Tihomir Borošak (skladba: 8)
- Projekcija: Tihomir Borošak, Dejan Parmak
- Izvršni producent: Denis Curman za "Desato"
- Fotografija & Dizajn: Igor CC Kelčec
- Snimanje & Miks - Studio "Nostradamus" Zagreb

## Vanjske poveznice
- Croatia Records - Nina Badrić - Godine nestvarne